# Markham (Ontario)
Markham és un municipi d'Ontario (Canadà).

## Situació
Markham forma part del municipi regional de York, situat a la franja nord-est de Toronto. És una ciutat multiètnica i multicultural, igual que la majoria dels municipis que envolten la metròpoli del Canadà. Markham té un 30 % de la població de la Regional Municipality of York, Ontario, que també experimenta una important expansió demogràfica.

## Història
La zona de Buttonville (al carrer Woodbine) conté traces d'una pròspera comunitat luterana. Una església luterana es va construir cap al 1820 en terrenys donats pel capità Schutze, un veterà de la guerra de 1812.

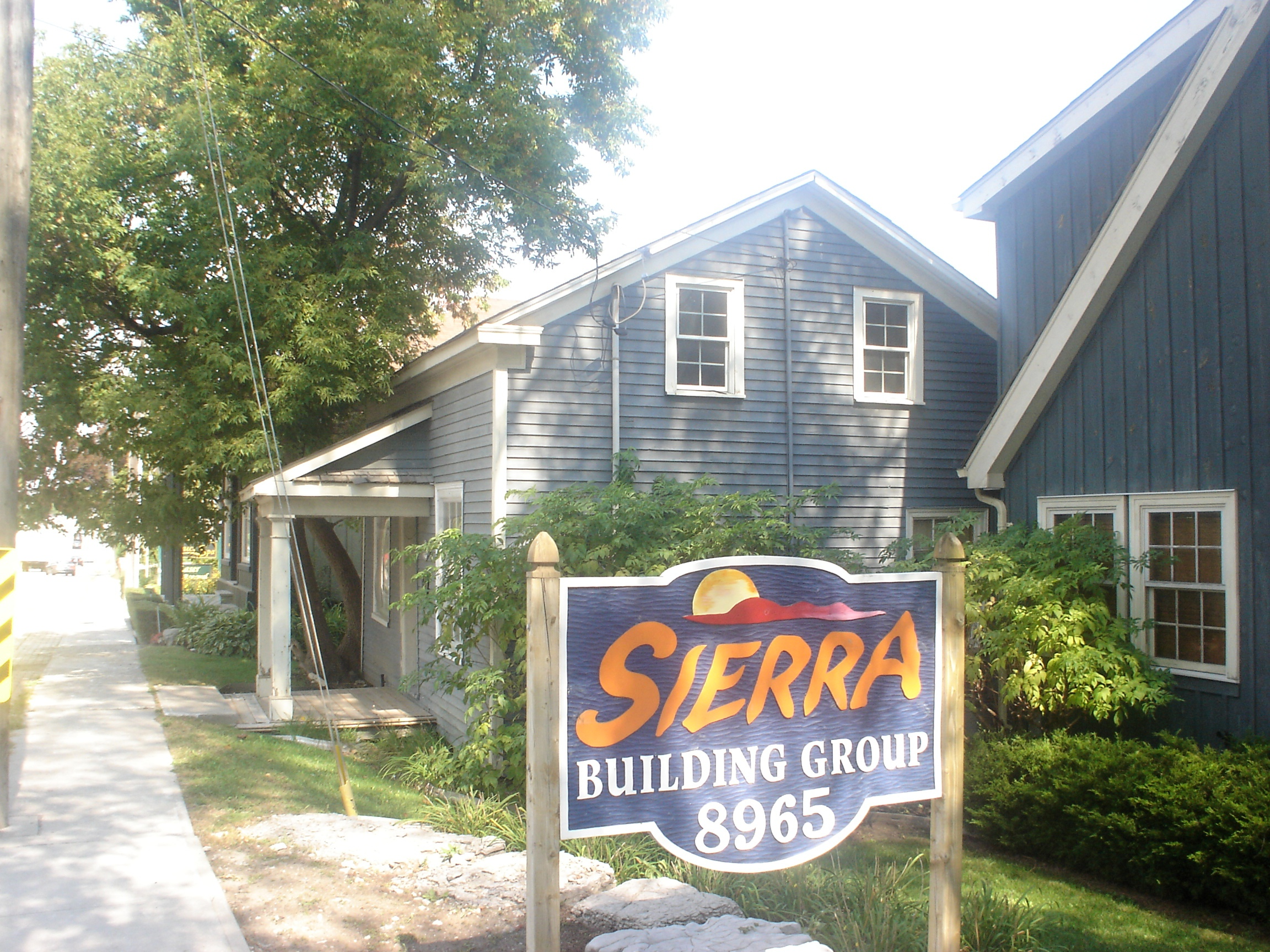
Edward Pease House al carrer Woodbine. Construït el 1850. Lloc del Patrimoni Històric d'Ontario.

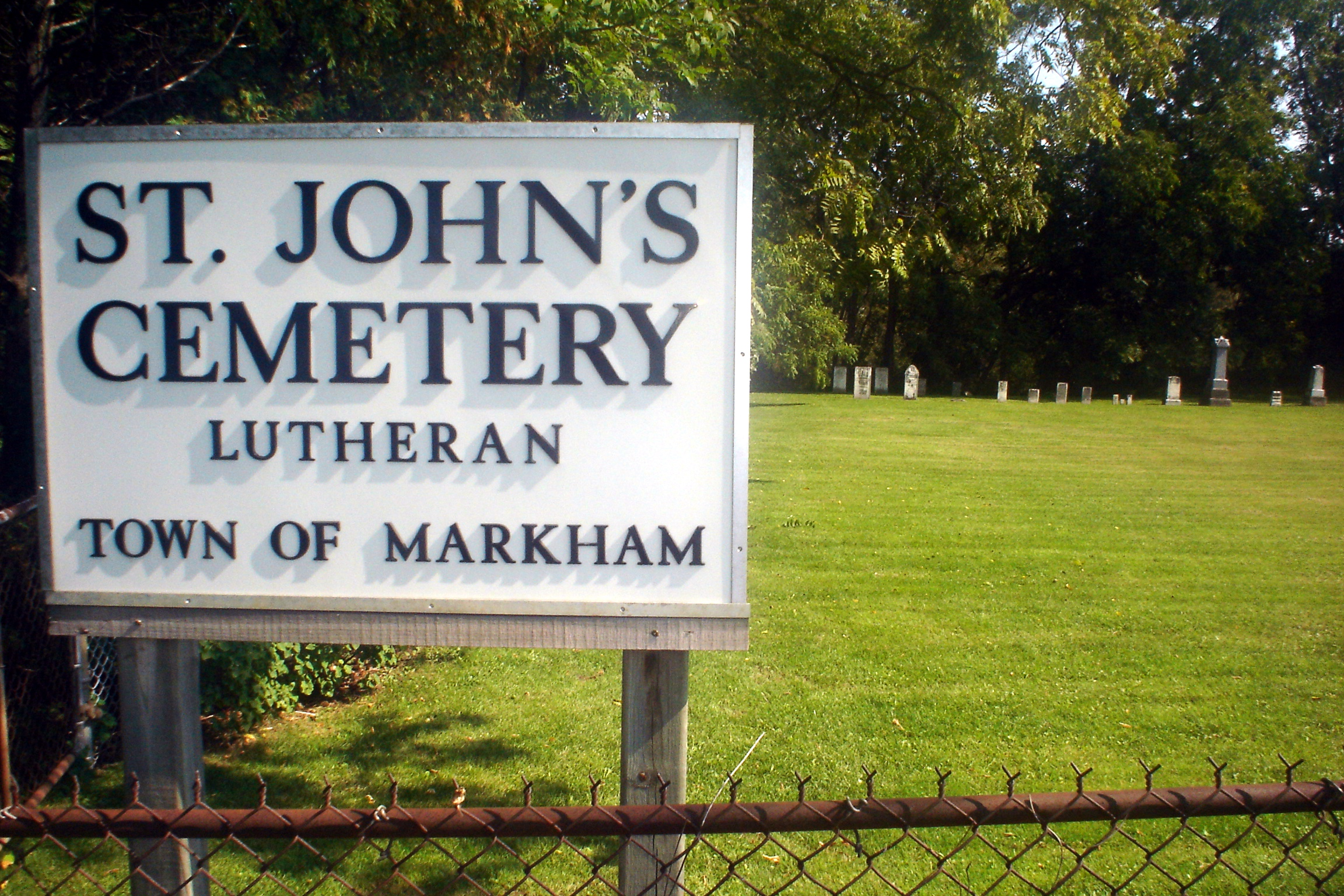
Cementiri luterà de Sant Joan al carrer Woodbine. Patrimoni històric de la ciutat de Markham, conté els cementiris dels pioners de la ciutat, data del 1820.

## Demografia
| 2001   | 2006   | 2011   | 2016   |
| ------ | ------ | ------ | ------ |
| 208615 | 261573 | 301709 | 328966 |

## Topònim
John Graves Simcoe va batejar la ciutat en honor de William Markham.

## Economia
Hi ha diverses empreses tecnològiques a Markham com Motorola, IBM, Staples i altres.

## Esport
Per a les activitats esportives, el GTA Centre (Greater Toronto Area Centre), està previst a la ciutat un projecte per construir un nou amfiteatre proposat per GTA Sports and Entertainment.,.

## Personalitats vinculades a la ciutat
- Steven Stamkos, jugador canadenc d'hoquei sobre gel.
- Emmanuelle Chriqui, actriu canadenca.
- Rose Labreche, àrbitre internacional de rugbi
- Allà va créixer Mena Massoud, actor, cantant i ballarí del remake de Aladdin, que va néixer al Caire, Egipte.
- Mitchell Marner, jugador professional canadenc d'hoquei sobre gel, que juga als Toronto Maple Leafs

## Agermanament
La ciutat de Markham està agermanada amb:
- Nördlingen (Allemanya)

Markham també manté acords de col·laboració:
- Cary (Estats Units)
- Laval (Canadà)
- Wuhan (Xina)